# Mesocapromys
Mesocapromys és un gènere de rosegadors de la família de les huties. Les quatre espècies d'aquest grup, que viuen a Cuba i illes properes, estan en perill d'extinció.
Les espècies de Mesocapromys s'assemblen a les huties del gènere Capromys i, de fet, abans se les classificava en aquest gènere. Tanmateix, tenen una mida bastant més petita. Tenen una llargada corporal d'entre 21 i 30 cm, amb una cua d'entre 18 i 21 cm. Tenen aspecte de rates de cap gros i el seu pelatge és de color marró fosc o negre.
No se sap gaire cosa sobre el seu estil de vida. Els seus hàbitats naturals són els pantans i les zones d'aiguamoll.
Conté les espècies següents:
- Mesocapromys angelcabrerai
- Mesocapromys auritus
- Mesocapromys nanus
- Mesocapromys sanfelipensis